# Ancylostoma
Ancylostoma – rodzaj nicieni z rodziny Ancylostomidae. Obejmuje następujące gatunki:
- Ancylostoma auratus
- Ancylostoma brasiliensis – tęgoryjec brazylijski (pasożyt kotów)
- Ancylostoma caninum – tęgoryjec psi (pasożyt psów)
- Ancylostoma ceylanicum (pasożyt człowieka)
- Ancylostoma duodenale – tęgoryjec dwunastnicy (pasożyt człowieka)
- Ancylostoma pluridentatum (pasożyt kotów)
- Ancylostoma tubaeforme (pasożyt kotów)